# Hans Ebert (Schauspieler)
Hans Ebert (* 1873 in Chemnitz; † 26. Juli 1942 in Hannover) war ein deutscher Staatsschauspieler.

## Leben und Wirken
Er stammte aus Sachsen und nahm Schauspielunterricht an der Theaterschule in Dresden. Er kam über Bremen an das Staatstheater Oldenburg, bevor er 1917 an die Städtischen Bühnen Hannover ging, wo er nahezu 25 Jahre als Charakterdarsteller großen Formats wirkte.

## Ehrungen
- Ehrenmitglied des Staatstheaters Oldenburg
- Inhaber der großen Medaille für Kunst